# Liga dos Campeões da CEV de 2018–19
A Liga dos Campeões da CEV de 2018–19, (em inglês:  2018–19 CEV Champions League), foi a 60.ª edição da principal competição de clubes de voleibol masculino da Europa, organizada pela Confederação Europeia de Voleibol (CEV) iniciada com as qualificatórias, esta realizada no período de 9 de outubro a 13 de novembro de 2018 com 16 participantes. e o torneio principal previsto para o período de 20 de novembro de 2018 a 18 de maio de 2019 com 18 equipes disputando o título, totalizando 34 clubes participantes, qualificando o time campeão para a edição do Campeonato Mundial de Clubes de 2019.
O time italiano do Cucine Lube Civitanova conquistou seu segundo título ao vencer na "Super Finals" o time russo Zenit Kazan, interrompendo assim uma sequência de quatro títulos consecutivos e obtendo a qualificação ao mundial de clubes. O ponteiro italiano Osmany Juantorena foi eleito o melhor jogador da competição.

## Formato de disputa
As equipes foram distribuídas proporcionalmente em cinco grupos onde todos os times (com dois jogos em mando de quadra e dois jogos como visitante). Os cinco times que encerraram esta fase em primeiro de seus grupos qualificaram-se para os playoffs e mais os três melhores segundo colocados nesta etapa.
A classificação é determinada pelo número de partidas ganhas. Em caso de empate no número de partidas ganhas por duas ou mais equipes, sua classificação é baseada nos seguintes critérios:
- resultado de pontos (placar de 3–0 ou 3–1 garantiu três pontos para a equipe vencedora e nenhum para a equipe derrotada; já o placar de 3–2 garantiu dois pontos para a equipe vencedora e um para a perdedora);
- quociente de set (o número total de sets ganhos dividido pelo número total de sets perdidos);
- quociente de pontos (o número total de pontos marcados dividido pelo número total de pontos perdidos);
- resultados de confrontos diretos entre as equipes em questão.

A fase dos playoffs reuniu as oito melhores equipes da fase de grupos, sendo as primeiras colocadas de cada grupo e as três melhores segunda colocadas. As equipes disputaram a fase das quartas de final, com jogos de ida e volta, obedecendo os critérios de pontuação (resultado de pontos). No caso de empate, disputaram o golden set.
A fase semifinal reuniu as quatro equipes classificadas com jogos de ida e volta, com golden set. As duas melhores equipes desta fase disputaram a final, sendo disputada em jogo único.

## Equipes participantes
Um total de 20 equipes participaram no torneio principal, com 18 clubes oriundos das vagas diretas destinada aos melhores ranqueados conforme "ranking" das Copas Europeias, as 2 equipes restantes foram oriundas da fase qualificatória. As seguintes equipes foram qualificadas para a disputa do torneio principal da Liga dos Campeões CEV de 2018–19:
| Equipe                   | País      | Qualificação         |
| ------------------------ | --------- | -------------------- |
| Sir Safety Perugia       | Itália    | Vaga direta          |
| Cucine Lube Civitanova   | Itália    | Vaga direta          |
| Azimut Modena            | Itália    | Vaga direta          |
| Zenit Kazan              | Rússia    | Vaga direta          |
| Zenit São Petersburgo    | Rússia    | Vaga direta          |
| Dínamo Moscou            | Rússia    | Vaga direta          |
| PGE Skra Bełchatów       | Polónia   | Vaga direta          |
| ZAKSA Kędzierzyn-Koźle   | Polónia   | Vaga direta          |
| Trefl Gdańsk             | Polónia   | Vaga direta          |
| Halkbank Sk              | Turquia   | Vaga direta          |
| Arkas SK                 | Turquia   | Vaga direta          |
| Berlin Recycling Volleys | Alemanha  | Vaga direta          |
| VfB Friedrichshafen      | Alemanha  | Vaga direta          |
| United Volleys Frankfurt | Alemanha  | Fase de qualificação |
| Greenyard Maaseik        | Bélgica   | Vaga direta          |
| Knack Roeselare          | Bélgica   | Vaga direta          |
| Tours VB                 | França    | Vaga direta          |
| Chaumont Volley-Ball 52  | França    | Fase de qualificação |
| ACH Volley Ljubljana     | Eslovênia | Vaga direta          |
| VK ČEZ Karlovarsko       | Chéquia   | Vaga direta          |

## Fase de grupos
|  | Classificado para as quartas de final                                   |
|  | Classificado para as quartas de final (três melhores segundo colocados) |

### Grupo A
|     |                          |     | Jogos | Jogos | Jogos | Pontos | Pontos | Pontos | Sets | Sets | Sets  |
| Pos | Equipe                   | Pts | T     | V     | D     | V      | P      | R      | V    | P    | R     |
| --- | ------------------------ | --- | ----- | ----- | ----- | ------ | ------ | ------ | ---- | ---- | ----- |
| 1   | Zenit Kazan              | 18  | 6     | 6     | 0     | 540    | 440    | 1.227  | 18   | 4    | 4.500 |
| 2   | Halkbank SK              | 8   | 6     | 3     | 3     | 512    | 518    | 0.988  | 10   | 13   | 0.769 |
| 3   | Knack Roeselare          | 6   | 6     | 2     | 4     | 556    | 573    | 0.970  | 11   | 15   | 0.733 |
| 4   | United Volleys Frankfurt | 4   | 6     | 1     | 5     | 458    | 535    | 0.856  | 8    | 15   | 0.533 |

| Data   | Hora  |                          | Placar |                          | Set 1 | Set 2 | Set 3 | Set 4 | Set 5 | Total   | Relatório |
| ------ | ----- | ------------------------ | ------ | ------------------------ | ----- | ----- | ----- | ----- | ----- | ------- | --------- |
| 20 nov | 17:00 | Halkbank SK              | 3–2    | Knack Roeselare          | 29–31 | 25–23 | 22–25 | 25–15 | 15–9  | 116–103 | Relatório |
| 21 nov | 19:00 | Zenit Kazan              | 3–0    | United Volleys Frankfurt | 25–18 | 25–17 | 25–13 |       |       | 75–48   | Relatório |
| 18 dez | 19:00 | United Volleys Frankfurt | 3–0    | Halkbank SK              | 25–18 | 25–19 | 25–23 |       |       | 75–60   | Relatório |
| 20 dez | 20:30 | Knack Roeselare          | 1–3    | Zenit Kazan              | 18–25 | 25–20 | 23–25 | 19–25 |       | 85–95   | Relatório |
| 15 jan | 19:00 | United Volleys Frankfurt | 2–3    | Knack Roeselare          | 20–25 | 17–25 | 25–21 | 25–21 | 8–15  | 95–107  | Relatório |
| 16 jan | 17:00 | Halkbank SK              | 1–3    | Zenit Kazan              | 15–25 | 18–25 | 26–24 | 22–25 |       | 81–99   | Relatório |
| 29 jan | 19:00 | Zenit Kazan              | 3–1    | Knack Roeselare          | 20–25 | 25–18 | 25–18 | 25–20 |       | 95–81   | Relatório |
| 30 jan | 17:30 | Halkbank SK              | 3–1    | United Volleys Frankfurt | 25–12 | 23–25 | 25–22 | 25–21 |       | 98–80   | Relatório |
| 14 fev | 19:00 | United Volleys Frankfurt | 1–3    | Zenit Kazan              | 19–25 | 21–25 | 25–23 | 18–25 |       | 83–98   | Relatório |
| 14 fev | 20:30 | Knack Roeselare          | 1–3    | Halkbank SK              | 22–25 | 25–20 | 17–25 | 19–25 |       | 83–95   | Relatório |
| 27 fev | 19:00 | Zenit Kazan              | 3–0    | Halkbank SK              | 25–14 | 25–22 | 28–26 |       |       | 78–62   | Relatório |
| 27 fev | 20:30 | Knack Roeselare          | 3–1    | United Volleys Frankfurt | 25–22 | 25–15 | 22–25 | 25–15 |       | 97–77   | Relatório |

### Grupo B
|     |                        |     | Jogos | Jogos | Jogos | Pontos | Pontos | Pontos | Sets | Sets | Sets  |
| Pos | Equipe                 | Pts | T     | V     | D     | V      | P      | R      | V    | P    | R     |
| --- | ---------------------- | --- | ----- | ----- | ----- | ------ | ------ | ------ | ---- | ---- | ----- |
| 1   | Cucine Lube Civitanova | 17  | 6     | 6     | 0     | 524    | 435    | 1.205  | 18   | 3    | 6,000 |
| 2   | ZAKSA Kędzierzyn-Koźle | 10  | 6     | 3     | 3     | 511    | 490    | 1.043  | 12   | 10   | 1.200 |
| 3   | Azimut Modena          | 9   | 6     | 3     | 3     | 510    | 495    | 1.030  | 11   | 10   | 1.100 |
| 4   | VK ČEZ Karlovarsko     | 0   | 6     | 0     | 6     | 326    | 451    | 0.723  | 0    | 18   | 0,000 |

| Data   | Hora  |                        | Placar |                        | Set 1 | Set 2 | Set 3 | Set 4 | Set 5 | Total   | Relatório |
| ------ | ----- | ---------------------- | ------ | ---------------------- | ----- | ----- | ----- | ----- | ----- | ------- | --------- |
| 21 nov | 18:00 | ZAKSA Kędzierzyn-Koźle | 3–0    | VK ČEZ Karlovarsko     | 25–16 | 25–16 | 25–17 |       |       | 75–49   | Relatório |
| 22 nov | 20:30 | Cucine Lube Civitanova | 3–0    | Azimut Modena          | 25–22 | 30–28 | 25–22 |       |       | 80–72   | Relatório |
| 19 dez | 18:00 | VK ČEZ Karlovarsko     | 0–3    | Cucine Lube Civitanova | 16–25 | 18–25 | 14–25 |       |       | 48–75   | Relatório |
| 19 dez | 20:30 | Azimut Modena          | 3–1    | Zaksa Kędzierzyn-Koźle | 25–23 | 25–21 | 22–25 | 26–24 |       | 98–93   | Relatório |
| 15 jan | 20:30 | Zaksa Kędzierzyn-Koźle | 0–3    | Cucine Lube Civitanova | 19–25 | 17–25 | 19–25 |       |       | 55–75   | Relatório |
| 16 jan | 20:30 | Azimut Modena          | 3–0    | VK ČEZ Karlovarsko     | 26–24 | 25–22 | 25–17 |       |       | 76–63   | Relatório |
| 31 jan | 18:00 | Zaksa Kędzierzyn-Koźle | 3–1    | Azimut Modena          | 22–25 | 26–24 | 25–21 | 25–22 |       | 98–92   | Relatório |
| 31 jan | 20:30 | Cucine Lube Civitanova | 3–0    | VK ČEZ Karlovarsko     | 25–16 | 25–18 | 25–14 |       |       | 75–48   | Relatório |
| 13 fev | 18:00 | VK ČEZ Karlovarsko     | 0–3    | Zaksa Kędzierzyn-Koźle | 19–25 | 23–25 | 18–25 |       |       | 60–75   | Relatório |
| 13 fev | 20:30 | Azimut Modena          | 1–3    | Cucine Lube Civitanova | 27–25 | 26–28 | 23–25 | 21–25 |       | 97–103  | Relatório |
| 27 fev | 18:00 | VK ČEZ Karlovarsko     | 0–3    | Azimut Modena          | 18–25 | 21–25 | 19–25 |       |       | 58–75   | Relatório |
| 27 fev | 20:30 | Cucine Lube Civitanova | 3–2    | Zaksa Kędzierzyn-Koźle | 20–25 | 22–25 | 34–32 | 25–21 | 15–12 | 116–115 | Relatório |

### Grupo C
|     |                         |     | Jogos | Jogos | Jogos | Pontos | Pontos | Pontos | Sets | Sets | Sets  |
| Pos | Equipe                  | Pts | T     | V     | D     | V      | P      | R      | V    | P    | R     |
| --- | ----------------------- | --- | ----- | ----- | ----- | ------ | ------ | ------ | ---- | ---- | ----- |
| 1   | Zenit São Petersburgo   | 15  | 6     | 6     | 0     | 546    | 517    | 1.056  | 18   | 6    | 3,000 |
| 2   | Chaumont Volley-Ball 52 | 13  | 6     | 4     | 2     | 605    | 525    | 1.152  | 16   | 10   | 1.600 |
| 3   | VfB Friedrichshafen     | 6   | 6     | 2     | 4     | 486    | 503    | 0.966  | 8    | 14   | 0.571 |
| 4   | ACH Volley Ljubljana    | 2   | 6     | 0     | 6     | 487    | 579    | 0.841  | 6    | 18   | 0.333 |

| Data   | Hora  |                         | Placar |                         | Set 1 | Set 2 | Set 3 | Set 4 | Set 5 | Total   | Relatório |
| ------ | ----- | ----------------------- | ------ | ----------------------- | ----- | ----- | ----- | ----- | ----- | ------- | --------- |
| 20 nov | 19:30 | Zenit São Petersburgo   | 3–2    | Chaumont Volley-Ball 52 | 25–22 | 20–25 | 25–22 | 20–25 | 16–14 | 106–108 | Relatório |
| 21 nov | 20:00 | VfB Friedrichshafen     | 3–0    | ACH Volley Ljubljana    | 36–34 | 25–19 | 25–15 |       |       | 86–68   | Relatório |
| 18 dez | 18:00 | ACH Volley Ljubljana    | 2–3    | Zenit São Petersburgo   | 19–25 | 21–25 | 25–19 | 25–21 | 14–16 | 104–106 | Relatório |
| 18 dez | 20:30 | Chaumont Volley-Ball 52 | 3–0    | VfB Friedrichshafen     | 25–15 | 25–23 | 25–18 |       |       | 75–56   | Relatório |
| 15 jan | 20:30 | Chaumont Volley-Ball 52 | 3–1    | ACH Volley Ljubljanaa   | 25–18 | 25–13 | 28–30 | 28–26 |       | 106–87  | Relatório |
| 16 jan | 20:00 | VfB Friedrichshafen     | 0–3    | Zenit São Petersburgo   | 17–25 | 20–25 | 31–33 |       |       | 68–83   | Relatório |
| 30 jan | 20:00 | VfB Friedrichshafen     | 2–3    | Chaumont Volley-Ball 52 | 19–25 | 19–25 | 25–22 | 25–19 | 14–16 | 102–107 | Relatório |
| 31 jan | 19:00 | Zenit São Petersburgo   | 3–0    | ACH Volley Ljubljana    | 25–19 | 25–22 | 25–19 |       |       | 75–60   | Relatório |
| 13 fev | 20:00 | Chaumont Volley-Ball 52 | 2–3    | Zenit São Petersburgo   | 24–26 | 25–13 | 19–25 | 25–17 | 18–20 | 111–101 | Relatório |
| 14 fev | 18:00 | ACH Volley Ljubljana    | 2–3    | VfB Friedrichshafen     | 25–21 | 22–25 | 16–25 | 25–22 | 7–15  | 95–108  | Relatório |
| 27 fev | 18:00 | ACH Volley Ljubljana    | 1–3    | Chaumont Volley-Ball 52 | 17–25 | 25–23 | 15–25 | 16–25 |       | 73–98   | Relatório |
| 27 fev | 19:00 | Zenit São Petersburgo   | 3–0    | VfB Friedrichshafen     | 25–22 | 25–22 | 25–22 |       |       | 75–66   | Relatório |

### Grupo D
|     |                          |     | Jogos | Jogos | Jogos | Pontos | Pontos | Pontos | Sets | Sets | Sets  |
| Pos | Equipe                   | Pts | T     | V     | D     | V      | P      | R      | V    | P    | R     |
| --- | ------------------------ | --- | ----- | ----- | ----- | ------ | ------ | ------ | ---- | ---- | ----- |
| 1   | Trefl Gdańsk             | 14  | 6     | 5     | 1     | 545    | 508    | 1.073  | 16   | 6    | 2.667 |
| 2   | PGE Skra Bełchatów       | 11  | 6     | 3     | 3     | 550    | 539    | 1.020  | 13   | 10   | 1.300 |
| 3   | Greenyard Maaseik        | 6   | 6     | 2     | 4     | 540    | 551    | 0.980  | 10   | 14   | 0.714 |
| 4   | Berlin Recycling Volleys | 5   | 6     | 2     | 4     | 487    | 524    | 0.929  | 6    | 15   | 0.400 |

| Data   | Hora  |                          | Placar |                          | Set 1 | Set 2 | Set 3 | Set 4 | Set 5 | Total   | Relatório |
| ------ | ----- | ------------------------ | ------ | ------------------------ | ----- | ----- | ----- | ----- | ----- | ------- | --------- |
| 20 nov | 18:00 | PGE Skra Bełchatów       | 3–1    | Trefl Gdańsk             | 21–25 | 35–33 | 25–19 | 26–24 |       | 107–101 | Relatório |
| 22 nov | 19:30 | Berlin Recycling Volleys | 3–1    | Greenyard Maaseik        | 25–23 | 25–22 | 18–25 | 25–18 |       | 93–88   | Relatório |
| 18 dez | 20:30 | Greenyard Maaseik        | 3–0    | PGE Skra Bełchatów       | 25–21 | 25–22 | 29–27 |       |       | 79–70   | Relatório |
| 19 dez | 18:00 | Trefl Gdańsk             | 3–0    | Berlin Recycling Volleys | 26–24 | 25–19 | 25–18 |       |       | 76–61   | Relatório |
| 16 jan | 18:00 | Trefl Gdańsk             | 3–1    | Greenyard Maaseik        | 22–25 | 25–22 | 25–20 | 25-22 |       | 97–67   | Relatório |
| 16 jan | 20:00 | Berlin Recycling Volleys | 0–3    | PGE Skra Bełchatów       | 21–25 | 22–25 | 23–25 |       |       | 66–75   | Relatório |
| 30 jan | 18:00 | PGE Skra Bełchatów       | 2–3    | Greenyard Maaseik        | 16–25 | 29–27 | 25–16 | 21–25 | 12–15 | 103–108 | Relatório |
| 30 jan | 20:00 | Berlin Recycling Volleys | 0–3    | Trefl Gdańsk             | 20–25 | 21–25 | 36–38 |       |       | 77–88   | Relatório |
| 13 fev | 20:30 | Greenyard Maaseik        | 2–3    | Berlin Recycling Volleys | 25–22 | 25–20 | 29–31 | 22–25 | 13–15 | 114–113 | Relatório |
| 14 fev | 18:00 | Trefl Gdańsk             | 3–2    | PGE Skra Bełchatów       | 25–22 | 28–26 | 21–25 | 18–25 | 16–14 | 108–112 | Relatório |
| 27 fev | 18:00 | PGE Skra Bełchatów       | 3–0    | Berlin Recycling Volleys | 27–25 | 25–23 | 31–29 |       |       | 83–77   | Relatório |
| 27 fev | 20:30 | Greenyard Maaseik        | 0–3    | Trefl Gdańsk             | 20–25 | 21–25 | 21–25 |       |       | 62–75   | Relatório |

### Grupo E
|     |                    |     | Jogos | Jogos | Jogos | Pontos | Pontos | Pontos | Sets | Sets | Sets  |
| Pos | Equipe             | Pts | T     | V     | D     | V      | P      | R      | V    | P    | R     |
| --- | ------------------ | --- | ----- | ----- | ----- | ------ | ------ | ------ | ---- | ---- | ----- |
| 1   | Sir Safety Perugia | 18  | 6     | 6     | 0     | 539    | 468    | 1.152  | 18   | 4    | 4.500 |
| 2   | Dínamo Moscou      | 12  | 6     | 4     | 2     | 470    | 432    | 1.088  | 13   | 6    | 2.167 |
| 3   | Tours VB           | 5   | 6     | 2     | 4     | 473    | 491    | 0.963  | 7    | 14   | 0.500 |
| 4   | Arkas SK           | 1   | 6     | 0     | 6     | 438    | 529    | 0.828  | 4    | 18   | 0.222 |

| Data   | Hora  |                    | Placar |                    | Set 1 | Set 2 | Set 3 | Set 4 | Set 5 | Total  | Relatório |
| ------ | ----- | ------------------ | ------ | ------------------ | ----- | ----- | ----- | ----- | ----- | ------ | --------- |
| 21 nov | 19:00 | Arkas SK           | 0–3    | Tours VB           | 20–25 | 23–25 | 19–25 |       |       | 62–75  | Relatório |
| 21 nov | 20:30 | Sir Safety Perugia | 3–0    | Dínamo Moscou      | 25–23 | 27–25 | 25–21 |       |       | 77–69  | Relatório |
| 18 dez | 19:00 | Dínamo Moscou      | 3–0    | Arkas SK           | 25–23 | 25–20 | 25–15 |       |       | 75–58  | Relatório |
| 19 dez | 20:00 | Tours VB           | 1–3    | Sir Safety Perugia | 19–25 | 25–16 | 19–25 | 25–27 |       | 88–93  | Relatório |
| 15 jan | 19:00 | Arkas SK           | 1–3    | Sir Safety Perugia | 10–25 | 19–25 | 25–22 | 23–25 |       | 77–97  | Relatório |
| 17 jan | 19:00 | Dínamo Moscou      | 3–0    | Tours VB           | 27–25 | 26–24 | 26–24 |       |       | 79–73  | Relatório |
| 29 jan | 19:00 | Arkas SK           | 0–3    | Dínamo Moscou      | 22–25 | 18–25 | 16–25 |       |       | 56–75  | Relatório |
| 30 jan | 20:30 | Sir Safety Perugia | 3–0    | Tours VB           | 25–20 | 25–20 | 25–19 |       |       | 75–59  | Relatório |
| 12 fev | 20:00 | Tours VB           | 3–2    | Arkas SK           | 25–21 | 25–16 | 20–25 | 22–25 | 15–12 | 107–99 | Relatório |
| 13 fev | 19:00 | Dínamo Moscou      | 1–3    | Sir Safety Perugia | 25–22 | 21–25 | 20–25 | 23–25 |       | 89–97  | Relatório |
| 27 fev | 20:00 | Tours VB           | 0–3    | Dínamo Moscou      | 23–25 | 17–25 | 31–33 |       |       | 71–83  | Relatório |
| 27 fev | 20:30 | Sir Safety Perugia | 3–1    | Arkas SK           | 25–21 | 25–22 | 25–27 | 25–16 |       | 100–86 | Relatório |

## Playoffs

### Quartas de final
O sorteio e tabela dos jogos desta fase foram divulgadas em 1 de março de 2019, na cidade de Luxemburgo.
| Equipe 1                | Total          | Equipe 2               | 1.º jogo | 2.º jogo |
| ----------------------- | -------------- | ---------------------- | -------- | -------- |
| Chaumont Volley-Ball 52 | 1–5            | Sir Safety Perugia     | 2–3      | 0–3      |
| Trefl Gdańsk            | 3–3 (12–15 gs) | Zenit Kazan            | 2–3      | 3–2      |
| PGE Skra Bełchatów      | 3–3 (15–11 gs) | Zenit São Petersburgo  | 3–1      | 1–3      |
| Dínamo Moscou           | 1–5            | Cucine Lube Civitanova | 2–3      | 0–3      |

#### Jogos de ida
| Data   | Hora  |                         | Placar |                        | Set 1 | Set 2 | Set 3 | Set 4 | Set 5 | Total   | Relatório |
| ------ | ----- | ----------------------- | ------ | ---------------------- | ----- | ----- | ----- | ----- | ----- | ------- | --------- |
| 12 mar | 19:00 | Dínamo Moscou           | 2–3    | Cucine Lube Civitanova | 10–25 | 25–23 | 25–23 | 18–25 | 13–15 | 91–111  | Relatório |
| 13 mar | 18:00 | Trefl Gdańsk            | 2–3    | Zenit Kazan            | 19–25 | 25–23 | 23–25 | 25–23 | 13–15 | 105–111 | Relatório |
| 14 mar | 18:00 | PGE Skra Bełchatów      | 3–1    | Zenit São Petersburgo  | 25–18 | 13–25 | 25–22 | 25–18 |       | 88–83   | Relatório |
| 14 mar | 20:30 | Chaumont Volley-Ball 52 | 2–3    | Sir Safety Perugia     | 21–25 | 31–29 | 25–17 | 19–25 | 14–16 | 110–112 | Relatório |

#### Jogos de volta
| Data       | Hora       |                        | Placar |                         | Set 1 | Set 2 | Set 3 | Set 4 | Set 5 | Total   | Relatório |
| ---------- | ---------- | ---------------------- | ------ | ----------------------- | ----- | ----- | ----- | ----- | ----- | ------- | --------- |
| 19 mar     | 19:00      | Zenit Kazan            | 2–3    | Trefl Gdańsk            | 23–25 | 23–25 | 25–23 | 29–27 | 15–17 | 115–117 | Relatório |
| Golden set | Golden set | Zenit Kazan            | 15–12  | Trefl Gdańsk            |       |       |       |       |       |         |           |
| 20 mar     | 19:30      | Zenit São Petersburgo  | 3–1    | PGE Skra Bełchatów      | 25–22 | 21–25 | 25–20 | 25–20 |       | 96–87   | Relatório |
| Golden set | Golden set | Zenit São Petersburgo  | 11–15  | PGE Skra Bełchatów      |       |       |       |       |       |         |           |
| 20 mar     | 20:30      | Sir Safety Perugia     | 3–0    | Chaumont Volley-Ball 52 | 25–21 | 25–16 | 25–17 |       |       | 75–54   | Relatório |
| 21 mar     | 20:30      | Cucine Lube Civitanova | 3–0    | Dínamo Moscou           | 25–16 | 25–21 | 25–21 |       |       | 75–58   | Relatório |

## Fase final

### Semifinais
| Equipe 1           | Total | Equipe 2               | 1.º jogo | 2.º jogo |
| ------------------ | ----- | ---------------------- | -------- | -------- |
| Sir Safety Perugia | 1–5   | Zenit Kazan            | 2–3      | 1–3      |
| PGE Skra Bełchatów | 0–6   | Cucine Lube Civitanova | 0–3      | 0–3      |

#### Jogos de ida
| Data  | Hora  |                    | Placar |                        | Set 1 | Set 2 | Set 3 | Set 4 | Set 5 | Total   | Relatório |
| ----- | ----- | ------------------ | ------ | ---------------------- | ----- | ----- | ----- | ----- | ----- | ------- | --------- |
| 3 abr | 18:00 | PGE Skra Bełchatów | 0–3    | Cucine Lube Civitanova | 14–25 | 20–25 | 23–25 |       |       | 57–75   | Relatório |
| 3 abr | 20:30 | Sir Safety Perugia | 2–3    | Zenit Kazan            | 22–25 | 26–24 | 25–27 | 25–20 | 13–15 | 111–111 | Relatório |

#### Jogos de volta
| Data   | Hora  |                        | Placar |                    | Set 1 | Set 2 | Set 3 | Set 4 | Set 5 | Total | Relatório |
| ------ | ----- | ---------------------- | ------ | ------------------ | ----- | ----- | ----- | ----- | ----- | ----- | --------- |
| 10 abr | 19:00 | Zenit Kazan            | 3–1    | Sir Safety Perugia | 22–25 | 25–23 | 25–23 | 26–24 |       | 98–95 | Relatório |
| 10 abr | 20:30 | Cucine Lube Civitanova | 3–0    | PGE Skra Bełchatów | 25–15 | 25–20 | 27–25 |       |       | 77–60 | Relatório |

### Final
| Data   | Hora  |             | Placar |                        | Set 1 | Set 2 | Set 3 | Set 4 | Set 5 | Total | Relatório |
| ------ | ----- | ----------- | ------ | ---------------------- | ----- | ----- | ----- | ----- | ----- | ----- | --------- |
| 18 mai | 19:00 | Zenit Kazan | 1–3    | Cucine Lube Civitanova | 25–16 | 15–25 | 12–25 | 19–25 |       | 71–91 | Relatório |

## Classificação final
| Posição | Equipe                         |
| ------- | ------------------------------ |
|         | Cucine Lube Civitanova         |
|         | Zenit Kazan                    |
| 3       | PGE Skra Bełchatów             |
| 3       | Sir Safety Perugia             |
| 5       | Chaumont Volley-Ball 52        |
| 5       | Dínamo Moscou                  |
| 5       | Trefl Gdańsk                   |
| 5       | Zenit São Petersburgo          |
| 9       | ZAKSA Kędzierzyn-Koźle         |
| 9       | Halkbank Sk                    |
| 11      | Azimut Modena                  |
| 11      | Greenyard Maaseik              |
| 11      | Knack Roeselare                |
| 11      | Tours VB                       |
| 11      | VfB Friedrichshafen            |
| 16      | ACH Volley Ljubljana           |
| 16      | Arkas SK                       |
| 16      | Berlin Recycling Volleys       |
| 16      | VK ČEZ Karlovarsko             |
| 16      | United Volleys Frankfurt       |
| 21      | PAOK Thessaloniki              |
| 21      | Vojvodina Novi Sad             |
| 23      | CV Teruel                      |
| 23      | İstanbul BBSK                  |
| 23      | Neftohimic 2010 Burgas         |
| 23      | SK Posojilnica Aich-Dob        |
| 27      | Abiant Lycurgus                |
| 27      | Ford Store Levoranta Sastamala |
| 27      | Lindemans Aalst                |
| 27      | Mladost Zagreb                 |
| 27      | OK Mladost Brčko               |
| 27      | Shakhtyor Salihorsk            |
| 27      | Viking TIF Bergen              |
| 27      | Vegyész RC Kazincbarcika       |

## Premiação
| Liga dos Campeões da CEV de 2018–19         |
| Itália                                      |
| ------------------------------------------- |
| Cucine Lube Civitanova Campeão (2.° título) |